# Arthur Lasenby Liberty
Arthur Lasenby Liberty (13 de agosto de 1843 - 11 de mayo de 1917) fue un comerciante de Londres, fundador de la Liberty & Co. 
Nacido en Chesham, Buckinghamshire, Inglaterra, el hijo de un tendero, comenzó a trabajar a los dieciséis años con su tío que vendía encajes, y más tarde, con otro tío que vendía vino. En 1859 entró como aprendiz de una mercería, pero él en lugar de tomar un trabajo en Farmers y Rogers, especializada en moda femenina. Rápidamente ascendió a gerente de la bodega. 
Después Farmers and Rogers se negó a hacer de él un socio en sus negocios, por lo que en 1875, abrió su propio taller, Liberty & Co en Regent Street, Londres. Allí se venden adornos, tejidos y objetos diversos de arte del Extremo Oriente. 
Libertad & Co en primer lugar atendió una mezcla ecléctica de los estilos populares, pero luego pasó a desarrollar un estilo radicalmente diferente estrechamente vinculado con el movimiento estético de la década de 1890, el Art Nouveau (el "arte nuevo"). La compañía se convirtió en sinónimo de este nuevo estilo en la medida en que en Italia, el Art Nouveau se conoció como Stile Liberty después de la tienda de Londres. La empresa de selección de material impreso y tejidos teñidos, especialmente sedas y satenes, se destacó por su gama de sutiles y "artísticos" colores y era muy estimado para las telas de vestir, especialmente durante las décadas 1890 a 1920. 
Arthur liberty se casó con Emma Louise Blackmore en 1875. No tuvieron hijos. Antes de morir, Liberty había amasado una pequeña fortuna como accionista mayoritario de la Liberty & Co. (que se había convertido en una sociedad anónima en 1890). Dejó una casa señorial, varias cabañas y una amplia zona de tierras de cultivo cerca de su lugar de nacimiento en Buckinghamshire. Fue nombrado caballero en 1913. 
Su tumba fue diseñado por Archibald Knox, uno de los grandes diseñadores de Liberty & Co.